# ジョン・ラディ
ジョン・トーマス・ゴードン・ラディ（John Thomas Gordon Ruddy, 1986年10月24日 - ）は、イングランド、ケンブリッジシャー州出身のサッカー選手。ニューカッスル・ユナイテッドFC所属。元イングランド代表。ポジションはゴールキーパー。

## 経歴
2004年にケンブリッジ・ユナイテッドFCでプロデビューし、翌年にエヴァートンFCに移籍。しかしエヴァートンでのリーグ戦出場は1試合に留まり、レンタルで多数のチームを転々とした。2010年にノリッジ・シティFCへ完全移籍し、正GKのポジションをつかんでいる。
2017ｰ18シーズンより、ウルヴァーハンプトンに移籍。この年はレギュラーとして出場したが、2018ｰ19シーズンにポルトガル代表ルイ・パトリシオが加入すると控えに降格。パトリシオが移籍した2021ｰ22シーズンも代わって加入したジョゼ・サの控えにとどまり、定位置確保には至らなかった。
2022年7月14日、バーミンガム・シティへ加入することが発表された。加入後から正GKの座を掴むと、2年間でリーグ戦87試合に出場した。
2024年7月1日、ニューカッスル・ユナイテッドへ加入することが発表された。

## タイトル

### クラブ
ウルヴァーハンプトン・ワンダラーズFC
- EFLチャンピオンシップ : 2017-18

### 個人
- PFAチャンピオンシップ年間最優秀チーム賞 : 2018